# Scherma ai Giochi della XIX Olimpiade - Sciabola individuale maschile
La competizione della sciabola individuale maschile  di scherma ai Giochi della XIX Olimpiade si tenne nei giorni 16 e 17 ottobre 1968 alla "Sala d’arme Fernando Montes de Oca" di Città del Messico.
Il favorito era il polacco Jerzy Pawłowski uno dei migliori schermitori del mondo per 15 anni, aveva vinto 19 medaglie nelle competizioni mondiali e olimpiche. L'unica lacuna nella sua collezione era un titolo olimpico. L’ottene qui a Città del Messico con una vittoria contro il sovietico Mark Rakita nell’assalto del barrage all’ultima stoccata. Con questo ha rotto l’egemonia di vittorie degli ungheresi che durava da Parigi 1924. Primo degli ungheresi è il campione in carica Tibor Pézsa medaglia di bronzo.

## Programma
| Data            | Round                | Note                                       |
| --------------- | -------------------- | ------------------------------------------ |
| 16 ottobre 1968 | 1º turno             | 6 gruppi i primi quattro passano il turno. |
| 16 ottobre 1968 | 2º turno             | 4 gruppi i primi quattro passano il turno. |
| 17 ottobre 1968 | Eliminazione diretta | I restanti quattro al girone finale        |
| 17 ottobre 1968 | Ripescaggi           | I restanti due in finale                   |
| 17 ottobre 1968 | Girone finale        |                                            |

## Risultati

### Primo Turno
| Pos. | Atleta          | Nazione        | V. | S. | SF | SC | Nota |
| ---- | --------------- | -------------- | -- | -- | -- | -- | ---- |
| 1    | Jerzy Pawłowski | Polonia        | 5  | 0  | 25 | 13 | Q    |
| 2    | Alfonso Morales | Stati Uniti    | 4  | 1  | 24 | 14 | Q    |
| 3    | Walter Köstner  | Germania Ovest | 2  | 3  | 19 | 17 | Q    |
| 4    | Serge Panizza   | Francia        | 2  | 3  | 18 | 19 | Q    |
| 5    | Félix Delgado   | Cuba           | 1  | 4  | 14 | 23 |      |
| 6    | Colm O'Brien    | Irlanda        | 1  | 4  | 10 | 24 |      |

| Pos. | Atleta                   | Nazione          | V. | S. | SF | SC | Nota |
| ---- | ------------------------ | ---------------- | -- | -- | -- | -- | ---- |
| 1    | Umjar Mavlichanov        | Unione Sovietica | 5  | 1  | 29 | 15 | Q    |
| 2    | Cesare Salvadori         | Italia           | 5  | 1  | 28 | 18 | Q    |
| 3    | Marcel Parent            | Francia          | 3  | 3  | 22 | 21 | Q    |
| 4    | Vicente Calderón Ramirez | Messico          | 3  | 3  | 20 | 22 | Q    |
| 5    | Richard Oldcorn          | Gran Bretagna    | 3  | 3  | 24 | 23 |      |
| 6    | Alberto Lanteri          | Argentina        | 2  | 4  | 20 | 25 |      |
| 7    | José Narciso Díaz        | Cuba             | 0  | 6  | 11 | 30 |      |

| Pos. | Atleta             | Nazione          | V. | S. | SF | SC | Nota |
| ---- | ------------------ | ---------------- | -- | -- | -- | -- | ---- |
| 1    | Claude Arabo       | Francia          | 6  | 0  | 30 | 9  | Q    |
| 2    | Tibor Pézsa        | Ungheria         | 5  | 1  | 26 | 12 | Q    |
| 3    | Paul Wischeidt     | Germania Ovest   | 4  | 2  | 24 | 20 | Q    |
| 4    | Józef Nowara       | Polonia          | 3  | 3  | 21 | 19 | Q    |
| 5    | John Andru         | Canada           | 2  | 4  | 16 | 24 |      |
| 6    | Jan Boutmy         | Antille Olandesi | 1  | 5  | 15 | 29 |      |
| 7    | Juan Carlos Frecia | Argentina        | 0  | 6  | 11 | 30 |      |

| Pos. | Atleta             | Nazione          | V. | S. | SF | SC | Nota |
| ---- | ------------------ | ---------------- | -- | -- | -- | -- | ---- |
| 1    | Mark Rakita        | Unione Sovietica | 6  | 0  | 30 | 11 | Q    |
| 2    | Wladimiro Calarese | Italia           | 5  | 1  | 29 | 15 | Q    |
| 3    | Alex Orban         | Stati Uniti      | 4  | 2  | 25 | 15 | Q    |
| 4    | Sandy Leckie       | Gran Bretagna    | 3  | 3  | 23 | 20 | Q    |
| 5    | Román Quinos       | Argentina        | 2  | 4  | 18 | 22 |      |
| 6    | William Fajardo    | Messico          | 1  | 5  | 10 | 25 |      |
| 7    | Nguyễn The Loc     | Vietnam del Sud  | 0  | 6  | 3  | 30 |      |

| Pos. | Atleta            | Nazione          | V. | S. | SF | SC | Nota |
| ---- | ----------------- | ---------------- | -- | -- | -- | -- | ---- |
| 1    | Vladimir Nazlymov | Unione Sovietica | 6  | 0  | 30 | 14 | Q    |
| 2    | Tamás Kovács      | Ungheria         | 4  | 2  | 25 | 16 | Q    |
| 3    | Rodney Craig      | Gran Bretagna    | 3  | 3  | 23 | 21 | Q    |
| 4    | Anthony Keane     | Stati Uniti      | 3  | 3  | 21 | 22 | Q    |
| 5    | Volker Duschner   | Germania Ovest   | 3  | 3  | 20 | 25 |      |
| 6    | Gustavo Chapela   | Messico          | 2  | 4  | 20 | 25 |      |
| 7    | Fionbarr Farrell  | Irlanda          | 0  | 6  | 14 | 30 |      |

| Pos. | Atleta              | Nazione  | V. | S. | SF | SC | Nota |
| ---- | ------------------- | -------- | -- | -- | -- | -- | ---- |
| 1    | Péter Bakonyi       | Ungheria | 4  | 1  | 24 | 9  | Q    |
| 2    | Emil Ochyra         | Polonia  | 4  | 1  | 23 | 15 | Q    |
| 3    | Rolando Rigoli      | Italia   | 4  | 1  | 22 | 16 | Q    |
| 4    | Yves Brasseur       | Belgio   | 2  | 3  | 17 | 19 | Q    |
| 5    | Manuel Ortíz        | Cuba     | 1  | 4  | 13 | 22 |      |
| 6    | John Bouchier-Hayes | Irlanda  | 0  | 5  | 7  | 25 |      |

### Secondo Turno
| Pos. | Atleta             | Nazione       | V. | S. | SF | SC | Nota |
| ---- | ------------------ | ------------- | -- | -- | -- | -- | ---- |
| 1    | Jerzy Pawłowski    | Polonia       | 4  | 1  | 24 | 14 | Q    |
| 2    | Wladimiro Calarese | Italia        | 3  | 2  | 21 | 18 | Q    |
| 3    | Tamás Kovács       | Ungheria      | 3  | 2  | 18 | 19 | Q    |
| 4    | Serge Panizza      | Francia       | 3  | 2  | 23 | 21 | Q    |
| 5    | Alex Orban         | Stati Uniti   | 2  | 3  | 20 | 20 |      |
| 6    | Rodney Craig       | Gran Bretagna | 0  | 5  | 11 | 25 |      |

| Pos. | Atleta                   | Nazione          | V. | S. | SF | SC | Nota |
| ---- | ------------------------ | ---------------- | -- | -- | -- | -- | ---- |
| 1    | Tibor Pézsa              | Ungheria         | 4  | 1  | 23 | 16 | Q    |
| 2    | Mark Rakita              | Unione Sovietica | 3  | 2  | 23 | 14 | Q    |
| 3    | Marcel Parent            | Francia          | 3  | 2  | 23 | 16 | Q    |
| 4    | Rolando Rigoli           | Italia           | 3  | 2  | 19 | 18 | Q    |
| 5    | Emil Ochyra              | Polonia          | 2  | 3  | 15 | 19 |      |
| 6    | Vicente Calderón Ramirez | Messico          | 0  | 5  | 5  | 25 |      |

| Pos. | Atleta            | Nazione          | V. | S. | SF | SC | Nota |
| ---- | ----------------- | ---------------- | -- | -- | -- | -- | ---- |
| 1    | Vladimir Nazlymov | Unione Sovietica | 5  | 0  | 25 | 14 | Q    |
| 2    | Claude Arabo      | Francia          | 3  | 2  | 21 | 15 | Q    |
| 3    | Cesare Salvadori  | Italia           | 3  | 2  | 21 | 17 | Q    |
| 4    | Paul Wischeidt    | Germania Ovest   | 3  | 2  | 22 | 20 | Q    |
| 5    | Anthony Keane     | Stati Uniti      | 1  | 4  | 14 | 21 |      |
| 6    | Yves Brasseur     | Belgio           | 0  | 5  | 9  | 25 |      |

| Pos. | Atleta            | Nazione          | V. | S. | SF | SC | Nota |
| ---- | ----------------- | ---------------- | -- | -- | -- | -- | ---- |
| 1    | Péter Bakonyi     | Ungheria         | 4  | 1  | 22 | 15 | Q    |
| 2    | Alfonso Morales   | Stati Uniti      | 3  | 2  | 21 | 14 | Q    |
| 3    | Umjar Mavlichanov | Unione Sovietica | 3  | 2  | 20 | 16 | Q    |
| 4    | Józef Nowara      | Polonia          | 2  | 3  | 19 | 17 | Q    |
| 5    | Walter Köstner    | Germania Ovest   | 2  | 3  | 15 | 23 |      |
| 6    | Sandy Leckie      | Gran Bretagna    | 1  | 4  | 11 | 23 |      |

### Eliminazione diretta

#### 1º Turno
| Vincente          | Vincente         | Risultato | Sconfitto          | Sconfitto      |
| Atleta            | Nazione          | Risultato | Atleta             | Nazione        |
| ----------------- | ---------------- | --------- | ------------------ | -------------- |
| Vladimir Nazlymov | Unione Sovietica | n/d       | Serge Panizza      | Francia        |
| Alfonso Morales   | Stati Uniti      | n/d       | Wladimiro Calarese | Italia         |
| Tibor Pézsa       | Ungheria         | n/d       | Paul Wischeidt     | Germania Ovest |
| Mark Rakita       | Unione Sovietica | n/d       | Marcel Parent      | Francia        |
| Józef Nowara      | Polonia          | n/d       | Claude Arabo       | Francia        |
| Rolando Rigoli    | Italia           | n/d       | Péter Bakonyi      | Ungheria       |
| Umjar Mavlichanov | Unione Sovietica | n/d       | Cesare Salvadori   | Italia         |
| Jerzy Pawłowski   | Polonia          | n/d       | Tamás Kovács       | Ungheria       |

#### 2º Turno
| Vincente          | Vincente         | Risultato | Sconfitto         | Sconfitto        |
| Atleta            | Nazione          | Risultato | Atleta            | Nazione          |
| ----------------- | ---------------- | --------- | ----------------- | ---------------- |
| Vladimir Nazlymov | Unione Sovietica | n/d       | Alfonso Morales   | Stati Uniti      |
| Tibor Pézsa       | Ungheria         | n/d       | Mark Rakita       | Unione Sovietica |
| Rolando Rigoli    | Italia           | n/d       | Józef Nowara      | Polonia          |
| Jerzy Pawłowski   | Polonia          | n/d       | Umjar Mavlichanov | Unione Sovietica |

### Recuperi

#### 1º Turno
| Vincente      | Vincente | Risultato | Sconfitto          | Sconfitto      |
| Atleta        | Nazione  | Risultato | Atleta             | Nazione        |
| ------------- | -------- | --------- | ------------------ | -------------- |
| Serge Panizza | Francia  | n/d       | Wladimiro Calarese | Italia         |
| Marcel Parent | Francia  | n/d       | Paul Wischeidt     | Germania Ovest |
| Claude Arabo  | Francia  | n/d       | Péter Bakonyi      | Ungheria       |
| Tamás Kovács  | Ungheria | n/d       | Cesare Salvadori   | Italia         |

#### 2º Turno
| Vincente          | Vincente         | Risultato | Sconfitto       | Sconfitto   |
| Atleta            | Nazione          | Risultato | Atleta          | Nazione     |
| ----------------- | ---------------- | --------- | --------------- | ----------- |
| Serge Panizza     | Francia          | n/d       | Alfonso Morales | Stati Uniti |
| Mark Rakita       | Unione Sovietica | n/d       | Marcel Parent   | Francia     |
| Józef Nowara      | Polonia          | n/d       | Claude Arabo    | Francia     |
| Umjar Mavlichanov | Unione Sovietica | n/d       | Tamás Kovács    | Ungheria    |

#### 3º Turno
| Vincente     | Vincente         | Risultato | Sconfitto         | Sconfitto        |
| Atleta       | Nazione          | Risultato | Atleta            | Nazione          |
| ------------ | ---------------- | --------- | ----------------- | ---------------- |
| Mark Rakita  | Unione Sovietica | n/d       | Serge Panizza     | Francia          |
| Józef Nowara | Polonia          | n/d       | Umjar Mavlichanov | Unione Sovietica |

### Girone Finale
| Pos.    | Atleta            | Nazione          | Vittorie | Stoccate | Incontri | Incontri | Incontri | Incontri | Incontri | Incontri | Barrage |
| Pos.    | Atleta            | Nazione          | Vittorie | Stoccate | PAW      | RAK      | PÉZ      | NAZ      | RIG      | NOW      | Barrage |
| ------- | ----------------- | ---------------- | -------- | -------- | -------- | -------- | -------- | -------- | -------- | -------- | ------- |
| Oro     | Jerzy Pawłowski   | Polonia          | 4+1      | 22-18    | X        | V        | S        | V        | V        | V        | 5-4     |
| Argento | Mark Rakita       | Unione Sovietica | 4+0      | 24-16    | S        | X        | V        | V        | V        | V        | 4-5     |
| Bronzo  | Tibor Pézsa       | Ungheria         | 3        | 20-16    | V        | S        | X        | 1-1      | V        | V        |         |
| 4       | Vladimir Nazlymov | Unione Sovietica | 2        | 21-17    | S        | S        | 1-1      | X        | V        | V        |         |
| 5       | Rolando Rigoli    | Italia           | 1        | 11-21    | S        | S        | S        | S        | X        | V        |         |
| 6       | Józef Nowara      | Polonia          | 0        | 15-25    | S        | S        | S        | S        | S        | X        |         |